# Isaac Watt Boulton
Isaac Watt Boulton (1823–1899) est un ingénieur britannique et fondateur de l'entreprise de location de locomotives connue sous le nom de Boulton's Siding.

## Biographie
Isaac Boulton est né à Stockport. Il est le fils de John Boulton de Glossop qui est lié à Matthew Boulton et à Boulton et Watt. Isaac a 3 fils nommés Thomas, Wiliam et James Watt Boulton. Il a une fille nommée Helena.
En 1841, IW Boulton commence un apprentissage au Sheffield, Ashton-under-Lyne and Manchester Railway sous la direction de Richard Peacock. Plus tard, il rejoint l'entreprise de bateaux fluviaux de son père et y reste jusqu'en 1845.
Après cela, il crée une entreprise d'ingénierie, mais on en sait peu, sauf qu'il construit au moins une voiture à vapeur (probablement similaire à celles construites par Richard Trevithick et Goldsworthy Gurney) et au moins un bateau à vapeur.
En 1854, il rejoint le département des locomotives du Manchester, Sheffield and Lincolnshire Railway à Gorton. Il part en 1856 et crée une autre entreprise d'ingénierie à Portland Street, Ashton-under-Lyne, où il construit et répare des machines à vapeur de toutes sortes.
En 1858–1859, il achète trois locomotives de chemin de fer d'occasion et commence à les louer pour des travaux temporaires. Le côté location de locomotives de l'entreprise se développe et une connexion à la ligne de chemin de fer la plus proche est donc nécessaire. Cela conduit, en 1864, à la construction de Boulton's Siding, le long de la branche Oldham du Manchester, Sheffield and Lincolnshire Railway.